# Dichorisandra neglecta
Dichorisandra neglecta é uma espécie de planta do gênero Dichorisandra e da família Commelinaceae. 

## Taxonomia
A espécie foi descrita em 1957 por Alexander Curt Brade. 

## Forma de vida
É uma espécie terrícola e herbácea. 

## Descrição
| Raiz           | Raiz         |
| -------------- | ------------ |
| tuberosa       | ausente      |
| Caule          |              |
| ramificação    | ausente      |
| Folha          |              |
| filotaxia      | espiralado   |
| indumento      | ausente      |
| Inflorescência |              |
| posição        | axilar       |
| Flor           |              |
| antera         | rimosa       |
| antera         | amarela      |
| estame         | 5/6          |
| pétala         | alvo         |
| Fruto          |              |
| formato        | desconhecido |
| Semente        |              |
| arilo          | desconhecido |

## Conservação
A espécie faz parte da Lista Vermelha das espécies ameaçadas do estado do Espírito Santo, no sudeste do Brasil. A lista foi publicada em 13 de junho de 2005 por intermédio do decreto estadual nº 1.499-R. 

## Distribuição
A espécie é encontrada no estado brasileiro de Espírito Santo. 
A espécie é encontrada no domínio fitogeográfico de Mata Atlântica, em regiões com vegetação de floresta ombrófila pluvial.